# Taio Cruz
Taio Cruz, född 23 april 1980 i London av en nigeriansk pappa och en brasiliansk mamma, är en brittisk sångare, låtskrivare och musikproducent. Han släppte 2008 sitt debutalbum Departure. Albumet som är skriven och producerad av honom själv gjorde succé i Storbritannien och gav honom en nominering till MOBO Awards. I oktober 2009 släppte han sitt andra album Rokstarr, där bland annat singeln "Break Your Heart", som bland annat varit etta på Billboard Hot 100. Andra hitlåtar från albumet är "Dirty Picture", "Dynamite" och "Higher".
Cruz är grundare till skivbolaget Rokstarr Music London och 2006 släppte han sin första singel I Just Wanna Know. Senare startade han ett samarbete med skivbolaget Universal och Sugababes, Kylie Minogue och Cheryl Cole är exempel på artister som Cruz har jobbat och producerat musik med.

## Diskografi
Studioalbum
- Departure (2008)
- Rokstarr (2009)
- TY.O (2011)

Samlingsalbum
- The Rokstarr Collection (2010)